# Polymnia Athanassiadi
Polymnia Athanassiadi, auch Athanassiadi-Fowden (griechisch Πολύμνια Αθανασιάδη, * 23. September 1946), ist eine griechische Althistorikerin sowie Religionshistorikerin und Professorin für Alte Geschichte an der Universität Athen.

## Leben
Athanasiadi studierte Philologie an der Universität Athen und der Sorbonne sowie Geschichte am Somerville College an der University of Oxford. Dort wurde sie 1976 promoviert. Von 1986 bis zu ihrer Pensionierung 2013 war sie Professorin für Alte Geschichte an der Universität Athen. Außerdem war sie Fellow des Center for Greek Studies der Harvard University (1979–1980), Woolley Travelling Fellow für den Nahen Osten (1990–1991), Stanley Seeger Visiting Fellow an der Princeton University (1995) und Alexander Onassis Public Benefit Foundation Senior Fellow an den Universitäten Harvard, Columbia, Duke und Berkeley (2004).
Ferner lehrte sie als Gastprofessorin in Oxford (1990–1991), an der Lomonossow-Universität Moskau (1999) und an der École pratique des hautes études, Section des Sciences religieuses in Paris (2002) und am Collège de France (2006). Sie nahm an der 72. Eranos-Tagung mit dem allgemeinen Thema Gott oder Götter? im Juli/August 2005 in Ascona, Schweiz, teil und gehört dem wissenschaftlichen Beirat der École française d’Athènes an.

## Forschungsgebiete
Athanassiadi ist Spezialistin für die Geistes- und Religionsgeschichte des Mittelmeerraumes im Hellenismus und in der römischen Kaiserzeit sowie für den Übergang von der neuplatonischen zur islamischen Theologie. 
Ihre regelmäßigen Reisen in den Nahen und Mittleren Osten, von der Türkei bis zum Iran, haben unter anderem zu einem Reisebericht über die anatolische Türkei und Nordsyrien geführt (Στο Σύνορο του Ευφράτη, Δόμος 1985, 2. Auflage Απάμεια 1993). Sie hat außerdem eine Sammlung von 99 Gedichten des türkischen Dichters Ismail Emre (1900–1970) mit Übersetzung und Anmerkungen (Πνοές, Δόμος 1991) und eine zweisprachige Ausgabe von 51 Gedichten des mittelalterlichen Mystikers Yunus Emre (Απάμεια 1996; dafür hat sie den Abdi-İpekçi-Preis erhalten) herausgegeben. 
Athanassiadi gibt die Reihe „΄Υστερη Αρχαιότητα“ („Spätantike“) im Verlag Κατάρτι heraus und nahm als Koordinatorin der griechischen Gruppe am internationalen wissenschaftlichen Programm FIGURA. La représentation du divin dans les sociétés grecque et romaine (2008–2011) teil, das von der UMR 8585 (Centre Glotz) des Centre national de la recherche scientifique, der Universitäten Paris 1 und Paris 4 sowie der École pratique des hautes études (EPHE) veranstaltet wurde.

## Schriften (Auswahl)
- Mutations of Hellenism in Late Antiquity (= Variorum collected studies series. CS 1052). Ashgate, Farnham/Burlington (VT) 2015 (Rezension von Guy G. Stroumsa, Bryn Mawr Classical Review 2016.01.19).
- Vers la pensée unique. La montée de l’intolérance dans l’Antiquité tardive. Les Belles Lettres, Paris 2010 (Rezension von Arietta Papaconstantinou, Bryn Mawr Classical Review 2011.07.32).
- La Lutte pour l’orthodoxie dans le platonisme tardif. De Numénius à Damascius. Les Belles Lettres, Paris 2006.
- als Hrsg. mit Michael Frede: Pagan Monotheism in Late Antiquity. Clarendon Press, Oxford/New York 1999.
- als Hrsg.: Damascius, The Philosophical History. Apamea Cultural Association, Athen 1999, ISBN 960-85325-2-3 (Rezension von Robert Lamberton, Bryn Mawr Classical Review 2000.01.23).
- Julian. An Intellectual Biography. Routledge, London 1992, ISBN 0-415-07763-X. Erste Auflage unter dem Titel: Julian and Hellenism. Oxford University Press, Oxford 1981.
  - Griechische Übersetzung: Ιουλιανός. Μια βιογραφία. Übersetzung Δημήτρης Κυρίτσης. Μορφωτικό Ίδρυμα Εθνικής Τραπέζης, Athen 2001.